# Grand Prix de Denain 2021
Der 62. Grand Prix de Denain 2021 war ein französisches Straßenradrennen. Das Eintagesrennen startete und endete in Denain nach 200,3 km. Aufgrund der COVID-19-Pandemie fand das Radrennen am 21. September 2021, statt. Es gehört zur UCI ProSeries 2021 und war dort in der Kategorie 1.Pro eingestuft.

## Streckenführung
Die Strecke führte über 200,3 km von Denain über mehrere Runden zurück nach Denain. Insgesamt standen 20,6 Kilometer Kopfsteinpflaster auf dem Programm. Wie in den vorjährigen Austragungen wurden die Sektoren absteigend nummeriert und nach ihrer Schwierigkeit gekennzeichnet (5 Sterne = höchste Schwierigkeit).
Der neutralisierte Start erfolgte am Ziel in Denain. Anschließend führte die Strecke Richtung Norden, wo der offizielle Start bei Oisy erfolgte. Die Strecke führte über Wallers nach Haveluy und weiter nach Escaudain bis zum östlichen Punkt der Strecke nach Wasnes-au-Bac. Über Bouchain und Rœulx führte die Strecke zur Start/Ziel-Passage. Von hier für eine größere Runde über Douchy-les-Mines, Avesnes-le-Sec, Saint-Aubert, Saint-Python, Vendegies-sur-Écaillon, Saulzoir, Haspres, Lieu-Saint-Amand und Neuville-sur-Escaut zurück zur zweiten Zielpassage. Nun wurde die erste von zwei Finalrunden in Angriff genommen, welche 6 Kopfsteinpflastersektoren enthalten hat. Diese verlief über Douchy-les-Mines nach Haspres, weiter über Maing, Saulzoir, Avesnes-le-Sec und zurück über Neuville-sur-Escaut zur erneuten Zielpassage. Nachschließend wurde diese Runde erneut befahren und endete nach 200,3 km in Denain.
| #  |                                    | km vor Ziel | Länge (km) | Schwierigkeit |
| -- | ---------------------------------- | ----------- | ---------- | ------------- |
| 12 | Haspres à Thiant                   | 108,6       | 1,7        | ★★★           |
| 11 | Monchaux-sur-Écaillon à Maing      | 116,7       | 1,6        | ★★★           |
| 10 | Maing à Quérénaing                 | 118,9       | 2,5        | ★★★           |
| 9  | Quérénaing à Verchain-Maugré       | 122,5       | 1,6        | ★★★           |
| 8  | Pavé de Saulzoir à Verchain-Maugré | 127,2       | 1,2        | ★★            |
| 7  | Pavé de Avesnes-le-Sec             | 137,6       | 1,7        | ★★★★          |
| 6  | Haspres à Thiant                   | 158,7       | 1,7        | ★★★           |
| 5  | Monchaux-sur-Écaillon à Maing      | 166,9       | 1,6        | ★★★           |
| 4  | Maing à Quérénaing                 | 169,1       | 2,5        | ★★★           |
| 3  | Quérénaing à Verchain-Maugré       | 172,7       | 1,6        | ★★★           |
| 2  | Pavé de Saulzoir à Verchain-Maugré | 177,4       | 1,2        | ★★            |
| 1  | Pavé de Avesnes-le-Sec             | 187,8       | 1,7        | ★★★★          |
|    | Ziel                               | 200,3       |            |               |

## Teilnehmende Mannschaften
| WorldTeams (8)- Ineos Grenadiers - AG2R Citroën Team - Bora-Hansgrohe - Cofidis - EF Education-Nippo - Groupama-FDJ - Intermarché-Wanty-Gobert Matériaux - Israel Start-Up Nation ProTeams (9)- Alpecin-Fenix - Arkéa-Samsic - B&B Hotels p/b KTM - Bingoal Pauwels Sauces WB - Delko - Rally Cycling - Sport Vlaanderen-Baloise - TotalEnergies - Uno-X Pro Cycling Team Continental Teams (2)- Xelliss-Roubaix Lille Métropole - Saint Michel-Auber 93 |
| |

## Rennergebnis
| \| Gesamtwertung \| Gesamtwertung \| Gesamtwertung \| Gesamtwertung \| Gesamtwertung \| \| Fahrer \| Fahrer \| Land \| Team \| Zeit \| \| ------------- \| ------------------- \| ---------------------- \| ---------------------------------- \| --------------- \| \| 1. \| Jasper Philipsen \| Belgien \| Alpecin-Fenix \| 4 h 40 min 44 s \| \| 2. \| Jordi Meeus \| Belgien \| Bora-Hansgrohe \| + 0 s \| \| 3. \| Ben Swift \| Vereinigtes Königreich \| Ineos Grenadiers \| + 0 s \| \| 4. \| Hugo Hofstetter \| Frankreich \| Israel Start-Up Nation \| + 0 s \| \| 5. \| Tom Van Asbroeck \| Belgien \| Israel Start-Up Nation \| + 0 s \| \| 6. \| Arnaud Démare \| Frankreich \| Groupama-FDJ \| + 0 s \| \| 7. \| Kenneth Van Rooy \| Belgien \| Sport Vlaanderen-Baloise \| + 0 s \| \| 8. \| Baptiste Planckaert \| Belgien \| Intermarché-Wanty-Gobert Matériaux \| + 0 s \| \| 9. \| Piet Allegaert \| Belgien \| Cofidis \| + 0 s \| \| 10. \| Jens Debusschere \| Belgien \| B&B Hotels p/b KTM \| + 0 s \| |                     |                        |                                    |                 |
| |                     |                        |                                    |                 |
| Quelle: ProCyclingStats |                     |                        |                                    |                 |
| Gesamtwertung |                     |                        |                                    |                 |
| Fahrer | Fahrer              | Land                   | Team                               | Zeit            |
| 1. | Jasper Philipsen    | Belgien                | Alpecin-Fenix                      | 4 h 40 min 44 s |
| 2. | Jordi Meeus         | Belgien                | Bora-Hansgrohe                     | + 0 s           |
| 3. | Ben Swift           | Vereinigtes Königreich | Ineos Grenadiers                   | + 0 s           |
| 4. | Hugo Hofstetter     | Frankreich             | Israel Start-Up Nation             | + 0 s           |
| 5. | Tom Van Asbroeck    | Belgien                | Israel Start-Up Nation             | + 0 s           |
| 6. | Arnaud Démare       | Frankreich             | Groupama-FDJ                       | + 0 s           |
| 7. | Kenneth Van Rooy    | Belgien                | Sport Vlaanderen-Baloise           | + 0 s           |
| 8. | Baptiste Planckaert | Belgien                | Intermarché-Wanty-Gobert Matériaux | + 0 s           |
| 9. | Piet Allegaert      | Belgien                | Cofidis                            | + 0 s           |
| 10. | Jens Debusschere    | Belgien                | B&B Hotels p/b KTM                 | + 0 s           |